# A Portuguesa
A Portuguesa (in italiano: "La portoghese") è l'inno nazionale del Portogallo.

## Storia
Il testo è stato scritto da Henrique Lopes de Mendonça. Nel 1895 il compositore Alfredo Keil, in pratica fondatore della scuola musicale nazionale portoghese, musicò il testo, che divenne ben presto molto celebre. Nel 1910 una rivoluzione rovesciò la monarchia e proclamò la repubblica. L'inno precedente, l'inno reale portoghese, una marcia composta nel 1869 dal re Don Luis I, musicista anch'egli, fu soppresso e sostituito dall'inno di Keil, morto tre anni prima.

## Testo
| Heróis do mar, nobre povo, Nação valente, imortal, Levantai hoje de novo O esplendor de Portugal! Entre as brumas da memória, Ó Pátria sente-se a voz Dos teus egrégios avós, Que há-de guiar-te à vitória! Às armas, às armas! Sobre a terra, sobre o mar, Às armas, às armas! Pela Pátria lutar Contra os canhões marchar, marchar! Desfralda a invicta Bandeira, À luz viva do teu céu! Brade a Europa à terra inteira: Portugal não pereceu Beija o solo teu jucundo O Oceano, a rugir d'amor, E teu braço vencedor Deu mundos novos ao Mundo! Às armas, às armas! Sobre a terra, sobre o mar, Às armas, às armas! Pela Pátria lutar Contra os canhões marchar, marchar! Saudai o Sol que desponta Sobre um ridente porvir; Seja o eco de uma afronta O sinal do ressurgir. Raios dessa aurora forte São como beijos de mãe, Que nos guardam, nos sustêm, Contra as injúrias da sorte. Às armas, às armas! Sobre a terra, sobre o mar, Às armas, às armas! Pela Pátria lutar Contra os canhões marchar, marchar! | Eroi del mare, nobile popolo Nazione valorosa, immortale, Innalza oggi di nuovo Lo splendore del Portogallo! Fra le nebbie della memoria, Oh Patria, si sente la voce dei tuoi nobili avi, Che ti guidi alla vittoria! Alle armi, alle armi! Sulla terra, sul mare, Alle armi, alle armi! Per la Patria lottar Contro i cannoni marciar, marciar! Garrisce l'invitta bandiera Alla viva luce del tuo cielo! Grida l'Europa alla terra intera: il Portogallo non è perito Bacia il tuo suolo giocondo L'oceano, ruggente d'amore, E il tuo braccio vincitore dette mondi nuovi al Mondo! Alle armi, alle armi! Sulla terra, sul mare, Alle armi, alle armi! Per la Patria lottar Contro i cannoni marciar, marciar! Saluta il Sole che nasce Su di un ridente avvenire; Sia l'eco di un affronto il segnale del risorgere. I raggi di questa aurora forte Siano come baci di madre, Che ci difendono, ci sostengono Contro le offese della sorte. Alle armi, alle armi! Sulla terra, sopra il mare, Alle armi, alle armi! Per la Patria lottar Contro i cannoni marciar, marciar! |